# Santo Amaro (São Tomé e Príncipe)
Santo Amaro è un centro abitato dello Stato africano di São Tomé e Príncipe, situato sull'isola di São Tomé.